# Nicolas Biever

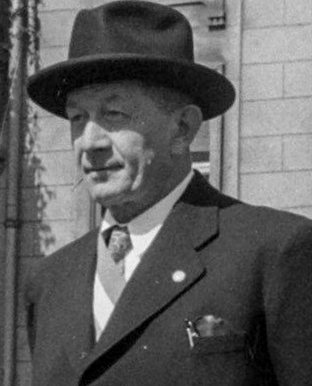
Nic. Biever

Nicolas „Nic“ Biever (* 22. März 1894 in Düdelingen; † 15. Juli 1965 ebenda) war ein luxemburgischer Politiker der Lëtzebuerger Sozialistesch Aarbechterpartei (LSAP).

## Leben
Nicolas „Nic“ Biever war Arbeiter in der Fabrik von ARBED in Düdelingen und engagierte sich in der Gewerkschaftsbewegung. Im Februar 1919 wurde er Sekretär der Berg- und Stahlarbeitergewerkschaft LMBV (Luxemburger Berg- und Metallindustriearbeiter-Verband) in Düdelingen sowie ein Jahr darauf im Februar 1920 einer der beiden hauptamtlichen Sekretäre der LMBV. Daneben engagierte er sich in der Kommunalpolitik und war zwischen 1924 und 1951 Mitglied des Gemeinderates von Düdelingen. Bei der Kammerwahl 1925 wurde er für die Lëtzebuerger Aarbechterpartei (LAP) zum Mitglied der Abgeordnetenkammer (Chambre des Députés) gewählt. Er war ferner von 1928 bis 1934 Schöffe von Düdelingen, ehe er schließlich 1938 Präsident des LMBV wurde.
Am 3. Juli 1951 wurde Biever als Minister für Arbeit, soziale Sicherheit und Bergbau (Ministre du Travail et de la Sécurité sociale et des Mines) in das Regierung Dupong-Schaus-Bodson berufen und bekleidete dieses Amt bis zum 29. Dezember 1953. Zugleich fungierte er zwischen dem 3. Juli 1951 und dem 29. Dezember 1953 auch als Minister für soziale Fürsorge (Ministre de l’Assistance sociale). Die Ämter als Minister für Arbeit, soziale Sicherheit und Bergbau sowie als Minister für soziale Fürsorge hatte er zwischen dem 29. Dezember 1953 und dem 29. März 1958 auch in der Regierung Bech-Bodson inne. 1955 lähmte ein Arbeiterstreik der Bergleute einen ganzen Industriesektor. Die Wiederaufnahme der Arbeit erfolgt erst nach
einer Woche, dank der Vermittlung von Arbeitsministers Biever. Die Funktionen als Minister für Arbeit, soziale Sicherheit und Bergbau sowie als Minister für soziale Fürsorge bekleidete er vom 29. März 1958 bis zum 2. März 1959 zudem in der Regierung Frieden. In der Regierung Werner-Cravatte wurde er am 15. Juli 1964 Minister für Arbeit und soziale Sicherheit (Ministre du Travail et de la Sécurité sociale) sowie Minister für Volksgesundheit (Ministre de la Santé publique) und hatte diese Ämter bis zu seinem Tode am 15. Juli 1965 inne, woraufhin Antoine Krier seine Nachfolge antrat.

## Hintergrundliteratur
- Jos Durlet: Nic. Biever, Sein Leben – von der Wiege bis zur Bahre, Esch-sur-Alzette: éditpress 1990, ISBN 2-87964-008-3
- Emil Haag: De Nic Biever à Joseph Daleiden: l’évolution du syndicalisme, In: Une réussite originale – Le Luxembourg au fil des siècles, Luxemburg (Éditions Guy Binsfeld), 2011, ISBN 978-2-87954-235-5